# Headlong
«Headlong» (de cabeza) es una canción realizada por la banda de Rock inglesa Queen como parte de su disco Innuendo en 1991 y lanzada como tercer sencillo. En cara B del sencillo, los temas incluidos fueron  Mad The Swine, grabado en junio de 1972 y All God's People.
En los Estados Unidos fue lanzada la canción el 14 de enero de 1991, para su promoción del álbum Innuendo con la discográfica Hollywood Records y en la cara B del sencillo incluye Under Pressure y alcanzó la posición número 3 en Mainstream Rock Tracks.

## Video promocional
El video promocional de "Headlong" fue uno de los últimos realizados por la banda mientras Freddie Mercury seguía vivo. En el video se aprecia a la banda interpretando la canción en un estudio. En una de las tomas se ve a Freddie con un suéter amarillo. Esta toma fue grabada en las dos primeras semanas de enero de 1991, mientras que la otra toma en la que Freddie aparece con una camisa azul fue tomada a fines de 1990 (noviembre y primeros días de diciembre). En esta última se ve a Freddie un poco más saludable.
El video fue realizado por DoRo, con quien Queen había trabajado ocasionalmente desde la realización del sencillo Friends Will Be Friends hecho en 1986. "DoRo" también produjo el video realizado por los tres integrantes restantes de la canción No-One but You (Only the Good Die Young), lanzada en 1997.
A Brian May se le puede ver utilizando una camiseta de Bart Simpson.
Hay rumores de que durante la grabación del video Freddie pesaba aproximadamente 55 kg, aunque con la camisa azul parecía que pesase 58 kg.
Este video fue el último de la banda en color, ya que los siguientes, "I'm Going Slightly Mad" y "These Are the Days of Our Lives", fueron grabados en blanco y negro para no mostrar el mal estado de Mercury. Sin embargo, más tarde apareció una versión en color de "These Are the Days of Our Lives". 
En un principio, Headlong, iba a ser interpretada por Brian May para su disco en solitario "Back to the light", pero finalmente este decidió que fuera interpretada por Queen, para "Innuendo". La canción solo ha sido interpretada en directo por Brian May en su giras como solista de Back to the light y Another World.

## Versiones
- En la remasterización del álbum Innuendo del año 2011 incluye una versión de la canción cantada por Brian May, llamada "Headlong Embryo With Guide Vocal

- Datos: Q616255